# Gordon Hirschfeld
Gordon Hirschfeld ist ein ehemaliger deutscher Basketballspieler.

## Werdegang
Mit der HSG TU Magdeburg gewann er 1988 die erste DDR-Basketballmeisterschaft der Vereinsgeschichte, wodurch eine jahrelange Siegesserie von AdW Berlin beendet wurde. Später spielte Hirschfeld für die SG KPV 69 Halle und bestritt in dieser Zeit elf Länderspiele für die Nationalmannschaft der Deutschen Demokratischen Republik. Weitere Vereine, für die Hirschfeld auflief, waren der Magdeburger Sportverein 90, SV Wolmirsleben und SSV Weißenfels.